# Dunai
Dunai (népalais : दुनै) est une ville du Népal située dans la zone de Karnali et chef-lieu du district de Dolpa. Au recensement de 2011, la ville comptait 2 592 habitants.